# Lymantria barica
Lymantria barica är en fjärilsart som beskrevs av Paul Mabille 1878. Lymantria barica ingår i släktet Lymantria och familjen tofsspinnare. Inga underarter finns listade i Catalogue of Life.